# Frédéric Bézian
Frédéric Bézian (Revel, 25 mei 1960) is een Franse stripauteur. Hij studeerde in de richting beeldverhaal aan Sint-Lucas te Brussel onder François Schuiten. Hij publiceerde een eerste strip in het striptijdschrift Le 9ième rêve. Zijn afstudeerproject Ginette, Martine, Josiane... werd opgepikt en gepubliceerd door uitgeverij Futuropolis. Zijn volgende strip L'étrange nuit de monsieur Korb, werd gepubliceerd bij Magic Strip. Twee jaar later volgde Fin de siècle bij dezelfde uitgever. Vanaf 1985 publiceerde hij ook in het striptijdschrift (À Suivre).
Zijn  trilogie Adam Sarlech straalt een romantisme uit dat Bézian de titel "L'ange noir de la BD" opleverde vanwege een criticus. Op scenario van Lewis Trondheim en Sfar tekende Bézian de tiende aflevering van Donjon Monsters.
Frédéric Bézian is naast tekenaar ook pianist en hij begeleidt stomme films op de piano.

## Werk
- Adam Sarlech (Les Humanoïdes Associés)

1. Adam Sarlech (1989)
2. La chambre nuptiale (1991)
3. Testament sous la neige (1993)

- Les garde-fous (Delcourt)
- Chien rouge, chien noir (PMJ)
- Ne touchez à rien (Albin Michel) (scenario Simsolo)
- La belle vie (Delcourt)
- Donjon Monsters 10 (Delcourt) (scenario Trondheim en Sfar)

- Biblioteca Nacional de España: XX5490295
- Bibliothèque nationale de France: cb120409222 (data)
- Gemeinsame Normdatei: 1097618617
- International Standard Name Identifier: 0000 0000 0589 9562
- Library of Congress Control Number: no2015122178
- Nederlandse Thesaurus van Auteursnamen: 069102325
- Système universitaire de documentation: 028607945
- Virtual International Authority File: 61563887